# Maastrichtiense
| Era Eratema | Periodo Sistema | Época Serie         | Edad Piso                      | Inicio, en millones de años |
| ----------- | --------------- | ------------------- | ------------------------------ | --------------------------- |
| Mesozoico   | Cretácico       | Superior / Tardío   | Maastrichtiense Maastrichtiano | 72,2±0,2                    |
| Mesozoico   | Cretácico       | Superior / Tardío   | Campaniense Campaniano         | 83,6±0,2                    |
| Mesozoico   | Cretácico       | Superior / Tardío   | Santoniense Santoniano         | 85,7±0,2                    |
| Mesozoico   | Cretácico       | Superior / Tardío   | Coniaciense Coniaciano         | 89,8±0,3                    |
| Mesozoico   | Cretácico       | Superior / Tardío   | Turoniense Turoniano           | 93,9±0,2                    |
| Mesozoico   | Cretácico       | Superior / Tardío   | Cenomaniense Cenomaniano       | 100,5±0,1                   |
| Mesozoico   | Cretácico       | Inferior / Temprano | Albiense Albiano               | 113,2±0,3                   |
| Mesozoico   | Cretácico       | Inferior / Temprano | Aptiense Aptiano               | 121,4±0,6                   |
| Mesozoico   | Cretácico       | Inferior / Temprano | Barremiense Barremiano         | 125,77                      |
| Mesozoico   | Cretácico       | Inferior / Temprano | Hauteriviense Hauteriviano     | 132,6±0,6                   |
| Mesozoico   | Cretácico       | Inferior / Temprano | Valanginiense Valanginiano     | 137,05±0,20                 |
| Mesozoico   | Cretácico       | Inferior / Temprano | Berriasiense Berriasiano       | 143,1                       |
| Mesozoico   | Jurásico        | Jurásico            | Jurásico                       | 201,4±0,2                   |
| Mesozoico   | Triásico        | Triásico            | Triásico                       | 251,9±0,024                 |

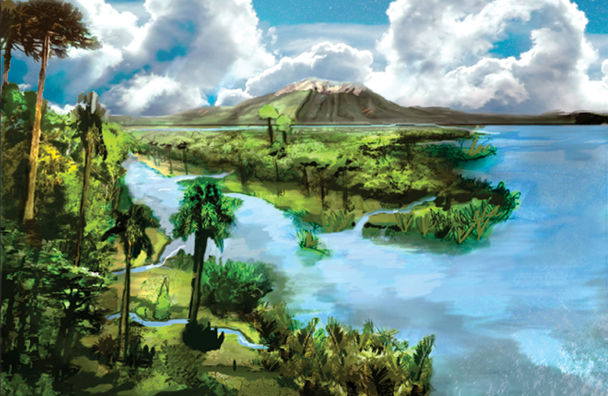
Paisaje del Maastrichtiense

El Maastrichtiense o Maastrichtiano es el sexto y último piso y edad del Cretácico Superior/Cretácico Tardío y, por tanto, último del Cretácico y del Mesozoico, en la escala temporal geológica. Sucede al Campaniense  y precede al Daniense (primer piso del Paleógeno y, por tanto, del Paleoceno y del Cenozoico). Se inició hace unos 72,2 millones de años y terminó hace unos 66,0 millones de años.
El evento de extinción Cretácico–Paleógeno (K-Pg) (anteriormente conocido como el evento de extinción Cretácico–Terciario o K-T) marca el final de esta edad. En esta extinción masiva desaparecieron muchos grupos zoológicos con amplia distribución y diversidad durante el Mesozoico, como los dinosaurios no aviares, los pterosaurios, los plesiosaurios, los mosasaurios o los amonites, así como muchos otros grupos menos conocidos. La causa de la extinción se vincula principalmente a la colisión contra la Tierra de un asteroide de unos 10 a 15 kilómetros de diámetro.
El Maastrichtiense se introdujo en la literatura científica por el geólogo André Hubert Dumont en 1849. Recibe su nombre de la ciudad de Maastricht (Países Bajos), en cuyos alrededores se han encontrado importantes depósitos de calizas con fósiles de animales marinos característicos de esta edad, especialmente los del gigantesco reptil marino Mosasaurus, que a su vez toma su nombre del cercano río Mosa.

## Sección estratotipo y punto de límite global (GSSP)
La sección estratotipo y punto de límite global (GSSP) para la base del Maastrichtiense se encuentra en la sección a lo largo del río Ardur llamada Grande Carrière, cerca del pueblo de Tercis les Bains, a 8 km de Dax (Landas, Francia). Se caracteriza por la primera aparición del amonites Pachydiscus neubergicus y del belemnites Belemnella lanceolata. El piso y el GSSP fueron aprobados por la Comisión Internacional de Estratigrafía en 2000 y ratificados por la Unión Internacional de Ciencias Geológicas en 2001.
El techo del Maastrichtiense se define por el GSSP de la base del Daniense, que se caracteriza por la anomalía de iridio producida por el impacto del asteroide que causó el cráter de Chicxulub, asociado a una extinción masiva (dinosaurios, amonites, foraminíferos, etc.).

## Divisiones
El Maastrichtiense se divide informalmente en dos subpisos (superior e inferior) y tres biozonas de amonites. Las biozonas son (de más reciente a más antigua):
- Zona de Anapachydiscus terminus
- Zona de Anapachydiscus fresvillensis
- Zona de Pachydiscus neubergicus hasta Pachydiscus epiplectus

El Maastrichtiense es aproximadamente coetáneo con el Lanciano de las edades mamífero de América del Norte.

## Paleontología

### Fauna

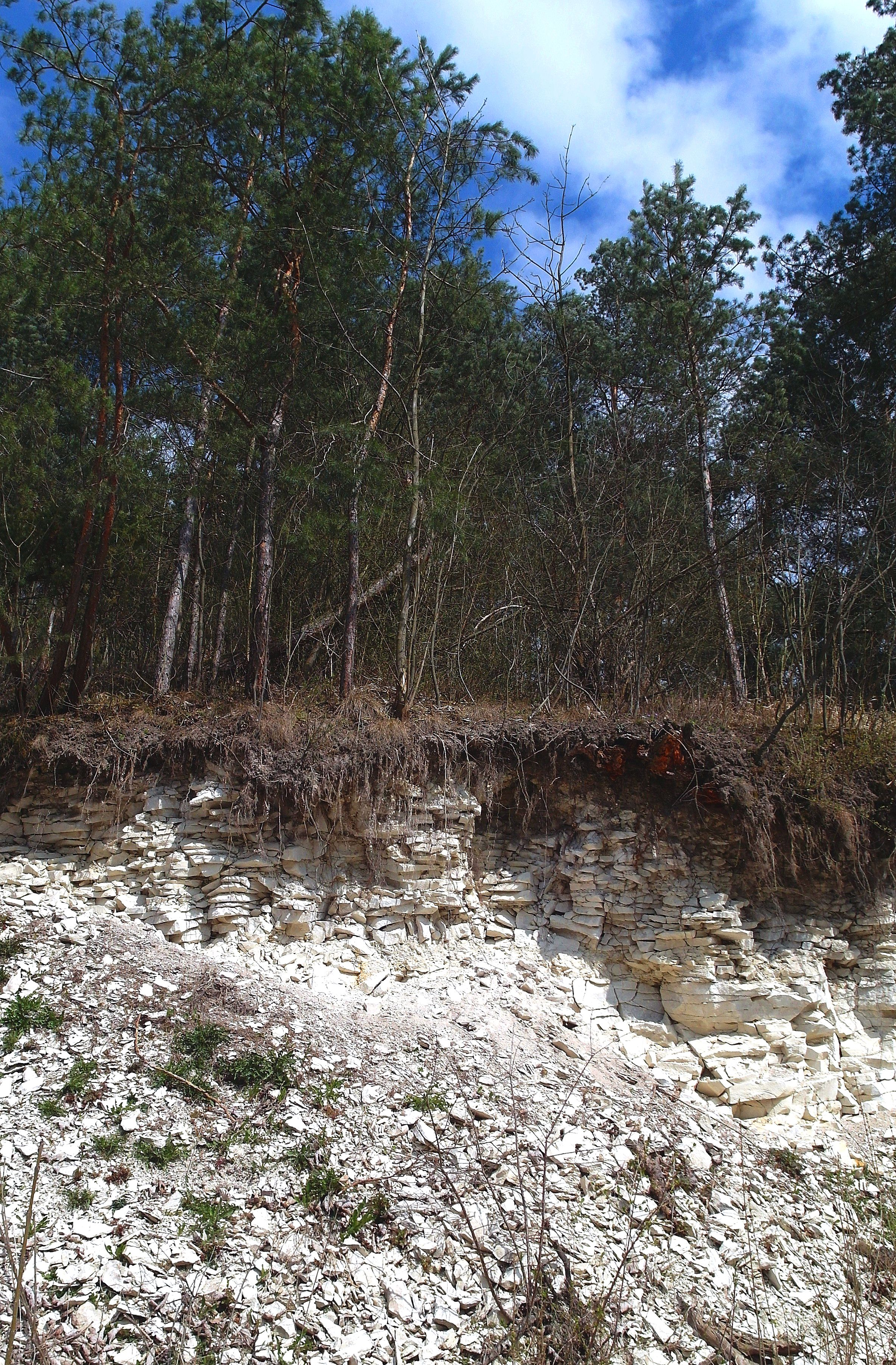
Suelo de rendzina sobre la piedra caliza Maastrichtiense en el Parque Paisajístico de Kozubów, Polonia.

Los dinosaurios continuaron siendo los animales terrestres grandes dominantes durante el Maastrichtiense, aunque también estuvieron presentes mamíferos con órganos internos similares a los de los mamíferos modernos. Tanto los amonites como los pterosaurios experimentaron un serio declive durante el Maastrichtiense.
Varios clados arcaicos de aves, como Enantiornithes, Ichthyornithes y Hesperornithes, persistieron hasta el último Maastrichtiense pero se extinguieron durante el evento de extinción Cretácico-Paleógeno.

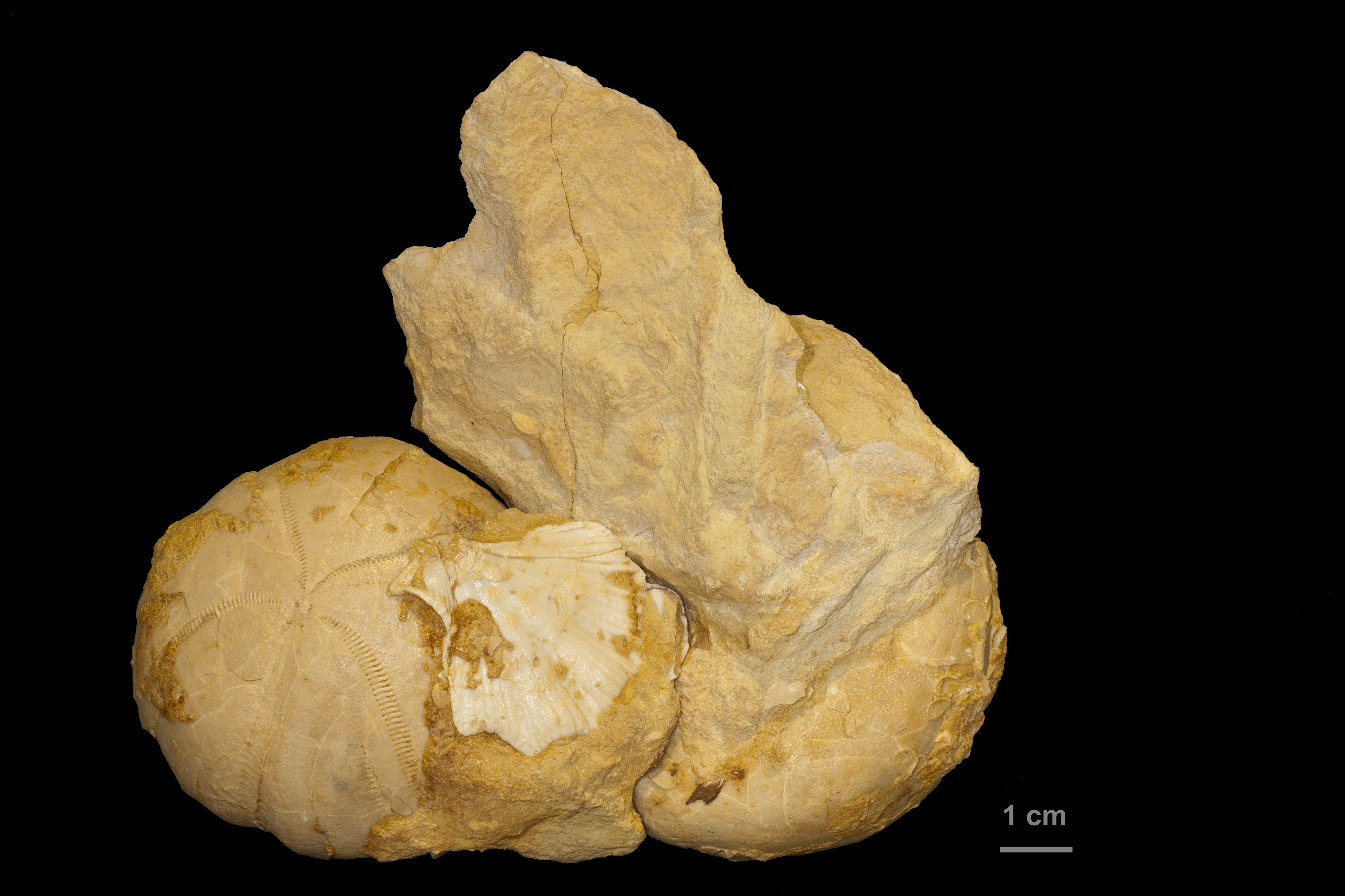
Fósiles del equiniodermo Hemipneustes leymeriei

Tradicionalmente, se asumía que las faunas de pterosaurios del Maastrichtiense estaban dominadas por azhdárquidos, con otros grupos de pterosaurios que se habían extinguido antes. Sin embargo, hallazgos más recientes sugieren una diversidad bastante compuesta de pterosaurios: al menos seis Nyctosaurus (incluyendo Nyctosaurus lamegoi, un húmero mexicano, un húmero jordano y varios taxones de Marruecos) datan de este periodo, al igual que algunos pteranodontidos, y Navajodactylus, asignado tentativamente a Azhdarchidae, carece de cualquier sinapomorfia del grupo. Esto parece resaltar una mayor diversidad de pterosaurios del Cretácico terminal de lo que se pensaba previamente.

### Flora
La diversificación de las angiospermas (plantas con flores) ya estaba en marcha en el Maastrichtiense. Entre el 50% y el 80% de todos los géneros de plantas terrestres eran angiospermas, aunque las gimnospermas y los helechos todavía cubrían áreas más grandes de la superficie terrestre.